# Ceratozetella sellnicki
Ceratozetella sellnicki är en kvalsterart som först beskrevs av Rajski 1958.  Ceratozetella sellnicki ingår i släktet Ceratozetella och familjen Ceratozetidae. Inga underarter finns listade i Catalogue of Life.